# UFC on ESPN: Emmett vs. Murphy
UFC on ESPN: Emmett vs. Murphy (conosciuto anche come UFC on ESPN 65 oppure UFC Vegas 105) è stato un evento di arti marziali miste tenuto dalla Ultimate Fighting Championship il 5 aprile 2025 all'UFC Apex di Las Vegas, negli Stati Uniti.

## Risultati
|                  | Divisione               |                  |                 |                    | Metodo                                      | Round           | Tempo           | Premio          |
| Card Principale  | Card Principale         | Card Principale  | Card Principale | Card Principale    | Card Principale                             | Card Principale | Card Principale | Card Principale |
| ---------------- | ----------------------- | ---------------- | --------------- | ------------------ | ------------------------------------------- | --------------- | --------------- | --------------- |
|                  | Pesi piuma              | Lerone Murphy    | batte           | Josh Emmett        | Decisione unanime (48–47, 48–47, 49–46)     | 5               | 5:00            |                 |
|                  | Pesi piuma              | Pat Sabatini     | batte           | Joanderson Brito   | Decisione unanime (30–26, 30–26, 30–27)     | 3               | 5:00            |                 |
|                  | Catchweight (139.5 lbs) | Lee Chang-ho     | batte           | Cortavious Romious | KO tecnico (pugni e gomitate)               | 2               | 3:48            | POTN            |
|                  | Pesi medi               | Brad Tavares     | batte           | Gerald Meerschaert | Decisione unanime (29–28, 29–28, 29–28)     | 3               | 5:00            |                 |
|                  | Pesi mosca              | Ode' Osbourne    | batte           | Luis Gurule        | KO tecnico (pugni)                          | 2               | 1:54            | POTN            |
|                  | Pesi medi               | Torrez Finney    | batte           | Robert Valentin    | Decisione non unanime (30–27, 28–29, 29–28) | 3               | 5:00            |                 |
| Card Preliminare |                         |                  |                 |                    |                                             |                 |                 |                 |
|                  | Pesi mosca femminili    | Dione Barbosa    | batte           | Diana Belbiţă      | Sottomissione (arm-triangle choke)          | 1               | 4:13            | POTN            |
|                  | Pesi welter             | Rhys McKee       | batte           | Daniel Frunza      | KO tecnico (stop medico)                    | 1               | 5:00            | POTN            |
|                  | Pesi paglia femminili   | Loma Lookboonmee | batte           | Istela Nunes       | Decisione unanime (30–27, 29–28, 29–28)     | 3               | 5:00            |                 |
|                  | Pesi gallo              | Victor Henry     | batte           | Pedro Falcão       | Decisione unanime (29–28, 29–28, 29–28)     | 3               | 5:00            |                 |
|                  | Pesi massimi            | Martin Buday     | batte           | Uran Satybaldiev   | Decisione unanime (29–28, 29–28, 29–28)     | 3               | 5:00            |                 |
|                  | Pesi paglia femminili   | Talita Alencar   | batte           | Vanessa Demopoulos | Decisione unanime (30–26, 30–27, 30–27)     | 3               | 5:00            |                 |

## Premi
I lottatori premiati ricevettero un bonus di 50.000 dollari.
Legenda:
- FOTN: Fight of the Night (vengono premiati entrambi gli atleti per il miglior incontro dell'evento)
- POTN: Performance of the Night (viene premiato il vincitore per la migliore performance dell'evento)